# Nothofagus nitida
Nothofagus nitida là một loài thực vật có hoa trong họ Nothofagaceae. Loài này được (Phil.) Krasser mô tả khoa học đầu tiên năm 1896.